# An Innocent Man
| 전문가 평가         | 전문가 평가 |
| 평가 점수           | 평가 점수   |
| 출처                | 점수        |
| ------------------- | ----------- |
| 올뮤직              | [ 1 ]       |
| 로버트 크리스트가우 | B+          |
| 롤링 스톤           | [ 3 ]       |

《An Innocent Man》은 1983년 8월 8일 발매된 미국의 싱어송라이터 빌리 조엘의 9집 정규 음반이다. 이 음반의 컨셉은 빌리 조엘의 사춘기 시절 미국의 대중 음악이며, 주로 1950년대 후반부터 1960년대 초반까지 유행했던 미국의 음악에 대해 경의롤 표하는 음반으로, 가장 주목할 만한 게 두왑과 솔이다. 앨범 커버의 사진은 뉴욕 소호 (SoHo) 근처 머서 (Mercer)와 프린스 스트리트 (Prince Street)의 교차로 바로 북쪽 인 142 Mercer Street의 앞 계단에서 찍은 것이다.

## 차트 성적
이 음반에 수록된 곡 가운데 빌보드 차트 10위 안을 기록한 싱글은 〈Tell Her About It〉(1위), 〈Uptown Girl〉(3위), 〈An Innocent Man〉(10위) 총 3곡이다. 나머지 〈The Longest Time〉, 〈Leave a Tender Moment Alone〉, 〈Keeping the Faith〉도 각각 빌보드 차트 14위, 27위, 18위를 기록했다.

## 곡 목록
〈This Night〉 후렴 부분을 베토벤이 작곡한 것을 제외하고 모두 빌리 조엘이 작곡했다.
| #  | 제목 | 재생 시간 |
| -- | --- | --------- |
| 1. | 〈Easy Money〉 (제임스 브라운과 윌슨 피켓에게 경의를 표하는 노래)                                               | 4:04      |
| 2. | 〈An Innocent Man〉 (벤 E. 킹과 드리프터스에게 경의를 표하는 노래)                                              | 5:17      |
| 3. | 〈The Longest Time〉 (The Tymes와 같은 두왑 그룹에 경의를 표하는 노래)                                          | 3:42      |
| 4. | 〈This Night〉 (Little Anthony and the Imperials와 루트비히 판 베토벤의 피아노 소나타 8번에 경의를 표하는 노래) | 4:17      |
| 5. | 〈Tell Her About It〉 (슈프림스, 템테이션스와 같은 모타운 그룹에 경의를 표하는 노래)                            | 3:52      |

| #            | 제목                                                                    | 재생 시간 |
| ------------ | ----------------------------------------------------------------------- | --------- |
| 6.           | 〈Uptown Girl〉 (프랭키 밸리와 포 시즌스에게 경의를 표하는 노래)        | 3:17      |
| 7.           | 〈Careless Talk〉 (샘 쿡에게 경의를 표하는 노래)                        | 3:48      |
| 8.           | 〈Christie Lee〉 (리틀 리처드와 제리 리 루이스에게 경의를 표하는 노래)  | 3:31      |
| 9.           | 〈Leave a Tender Moment Alone〉 (스모키 로빈슨에게 경의를 표하는 노래)  | 3:56      |
| 10.          | 〈Keeping the Faith〉 (브리티시 인베이전의 로큰롤에 경의를 표하는 노래) | 4:41      |
| 총 재생 시간 | 총 재생 시간                                                            | 40:25     |

## 제작에 참여한 사람들
- 빌리 조엘 - 피아노, 로즈 피아노, 해먼드 오르간, 리드 & 백 보컬
- 리버티 드비토 - 드럼
- 더그 스테그메이어 - 베이스 기타
- 데이비드 브라운 - 리드 기타 & 통기타
- 러셀 자버스 - 리듬 기타 & 통기타
- 마크 리베라 - 색소폰, 퍼커션

## 프로듀싱
- 프로듀서: 필 라몬
- 엔지니어: 짐 보이어, 브레드쇼 리
- 보조 엔지니어: 마이크 앨라이어, 스콧 제임스
- 생산 코디네이터: Laura Loncteaux
- 마스터링: 테드 옌슨
- 호른 & 현악기 준비: 데이비드 매튜스
- 백 보컬 준비: 톰 해럴
- 음악 고문: 빌리 잔피노
- 사진: 질 라린
- 커버 디자인: 크리스토퍼 오스토프추크, 마크 라슨
- 뉴욕 Chelsea Sound와 A & R Recording, Inc.에서 녹음
- 뉴욕 A & R Recording, Inc.에서 믹싱
- 뉴욕 Sterling Sound에서 마스터링

## 차트

### 주간 차트
| 1983 ~ 1985                | 순위 |
| -------------------------- | ---- |
| 켄트 뮤직 리포트           | 3    |
| 캐나다 RPM 음반 차트       | 12   |
| 네덜란드 Mega 음반 차트    | 14   |
| 프랑스 음반 협회 음반 차트 | 11   |
| 아이슬란드 음반 차트       | 3    |
| 일본 오리콘 LP 차트        | 3    |
| 뉴질랜드 음반 차트         | 1    |
| 노르웨이 음반 차트         | 9    |
| 스웨덴 음반 차트           | 39   |
| 영국 음반 차트             | 2    |
| 미국 빌보드 200            | 4    |
| 서독 음반 차트             | 36   |

## 인증
| 국가                                                  | 인증        | 판매량/출하량 |
| ----------------------------------------------------- | ----------- | ------------- |
| 캐나다 (뮤직 캐나다)                                  | 3× 플래티넘 | 300,000^      |
| 홍콩 (IFPI 홍콩)                                      | 골드        | 10,000*       |
| 일본 (오리콘 차트)                                    | —           | 510,000       |
| 뉴질랜드 (RMNZ)                                       | 플래티넘    | 15,000^       |
| 영국 (BPI)                                            | 3× 플래티넘 | 900,000^      |
| 미국 (RIAA)                                           | 7× 플래티넘 | 7,000,000^    |
| *판매량을 기반으로 한 인증 ^출하량을 기반으로 한 인증 |             |               |